# Euclystis centurialis
Euclystis centurialis är en fjärilsart som beskrevs av Jacob Hübner 1823. Euclystis centurialis ingår i släktet Euclystis och familjen nattflyn. Inga underarter finns listade i Catalogue of Life.